# 利州区
利州区是中国四川省广元市所辖的一个市辖区。总面积1492平方公里，人口约62万人。利州区原名市中区，2007年3月13日，市中区更名为利州区。

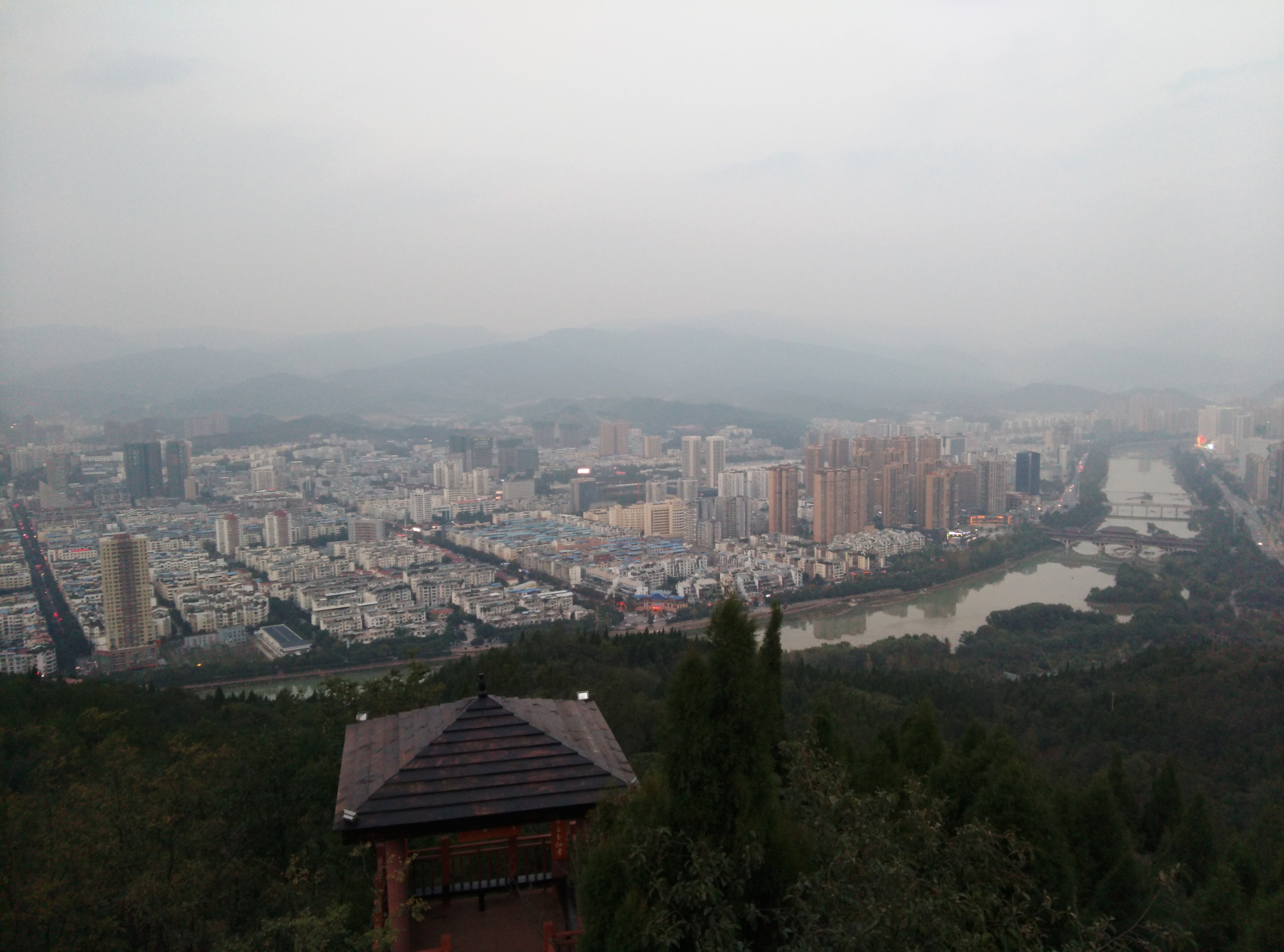

## 历史
554年，西魏改西益州设置利州。治所在兴安（今四川省广元市）。包括今四川省广元市、旺苍县。1001年，北宋设置利州路，但治所不在利州而在兴元府（今陕西省汉中市）。1144年，南宋分利州路为利州东路、利州西路。东路的治所还是兴元府，西路的治所是兴州。1277年，元朝改利州为广元路。

## 人口
2020年末，根據第七次全国人口普查統計數字顯示：全区常住人口为621978人，与2010年第六次全国人口普查516424人相比，增加105554人，增长20.44%，年平均增长1.88%。全区常住人口总量居全市第1位，占全市常住人口的26.98%，与2010年第六次全国人口普查相比提高6.19个百分点。

## 地理
广元市利州区位于广元市中部，地理座标在北纬32゜17′，至32゜40′’，东105゜22′，至106゜10′之间。东连旺苍县，南接元坝区、剑阁县，西依青川县，北靠朝天区。利州区是全国卫生城市、中国人居环境范例城市、省级山水园林城市和省级历史文化名城。

## 行政区划
利州区下辖7个街道办事处、5个镇、3个乡：
东坝街道、嘉陵街道、河西街道、雪峰街道、南河街道、上西街道、万缘街道、荣山镇、大石镇、盘龙镇、宝轮镇、三堆镇、白朝乡、金洞乡和龙潭乡。

## 交通
京昆高速、 恩广高速、 兰海高速、 212国道、 108国道
过境。

## 特产
- 利州香菇：中国地理标志产品。
- 利州红栗：中国地理标志产品。